# Perry Farrell
Perry Farrell, właśc. Peretz Bernstein (ur. 29 marca 1959 w Queens w Nowym Jorku) – amerykański muzyk, wokalista, autor tekstów i DJ, znany jako frontman zespołu rockowego Jane’s Addiction, uważany za jednego z pionierów alternatywnego rocka, zajmuje się również tworzeniem muzyki filmowej. W 1991 Farrell stworzył festiwal koncertowy Lollapalooza w ramach pożegnalnej trasy koncertowej Jane’s Addiction. Jest jedyną osobą, która była obecna na wszystkich dwunastu edycjach Coachella Valley Music and Arts Festival, występując pod pięcioma różnymi nazwami (Perry Farrell, Jane’s Addiction, Porno For Pyros, DJ Peretz, Satellite Party i Psi Com).

## Życiorys

### Wczesne lata
Urodził się i dorastał w Queens w Nowym Jorku w rodzinie Żydów aszkenazyjskich jako Peretz Bernstein. Jego ojciec był jubilerem, a jego matka była artystką, która popełniła samobójstwo, gdy Farrell miał trzy lata, co zostało później ujęte w utworach Jane’s Addiction – „Then She Did” i „Twisted Tales”. Wychowywany był przez ojca. Uczęszczał do podstawówki w Woodmere na Long Island. Kiedy był nastolatkiem wraz z rodziną przeniósł się do Miami na Florydzie.
Jego wczesne muzyczne wpływy obejmowały The Beatles, The Rolling Stones, Led Zeppelin, Sly and the Family Stone i Jamesa Browna, a niedługo później odkrył twórczość Davida Bowiego, Iggy’ego Popa i Lou Reeda.

### Kariera
W wieku 17 lat przeprowadził się do Newport Beach. Tam sypiał w samochodach, u znajomych lub czasami na dworze. Pracował jako kierowca lub też zmywał talerze. Po pewnym czasie przeprowadził się na stałe do Los Angeles. Założył zespół rockowy Psi Com. Poznał tam też swą miłość Casey Niccoli. Po pewnym czasie odszedł z Psi Com, gdyż stwierdził, że brakuje w nim hardrockowej energii i zespół jest wobec niego nieszczery. Poznał Erica Avery’ego i założył z nim Jane’s Addiction. Zmienił też nazwisko na Farrell. Grupa odniosła wielki sukces, czyniąc z Perry’ego gwiazdę rocka.
W 1993 zespół się rozpadł, jako główny powód muzycy podawali trudny charakter Farrella. Wkrótce rozpadł się także związek z Casey. Po pewnym czasie związał się z Christiną Cagel, z którą ma syna Jobla.
W 1993 zadebiutował z zespołem Porno for Pyros. Odniósł on sukces artystyczny i komercyjny, jednak ten drugi nie na taką skalę jak Jane. Po trzech latach została wydana druga płyta tego zespołu – Good God’s Urge. W 1997 nastąpiła reaktywacja Jane’s Addiction, a wraz z nią powstała nowa płyta Kettle Whistle. Zespół jednak wkrótce znów się rozpadł.
Farrell zaczął współpracować z innymi zespołami. Rozpoczął też karierę jako DJ Peretz. W 2002 wydał płytę solową Song Yet to be Sung. W 2003 nastąpiła kolejna reaktywacja Jane’s Addiction, której rezultatem była płyta Strays.
Od 2004 roku Farrell pracuje w ramach projektu Satellite Party (płyta Ultra Payloaded ukazała się 29 maja 2007), w który oprócz jego żony na stałe zaangażowany jest również gitarzysta Nuno Bettencourt. Część muzyki na pierwszą płytę została skomponowana wraz z muzykiem Red Hot Chili Peppers Flea, a głosu do niektórych piosenek użyczyła Fergie.
W 2006 piosenkarz został sklasyfikowany na 67. miejscu listy 100 najlepszych wokalistów wszech czasów według Hit Parader.

## Życie prywatne
Ze związku z Christine Cagle ma syna Yobela Ari Farrella (ur. 1998). 8 marca 2002 ożenił się z urodzoną w Hongkongu tancerką Etty Lau, z którą ma dwóch synów: Hezrona Wolfganga i Izzadore Bravo.
Według wywiadu Howarda Sterna z 3 czerwca 1997, Farrell wierzy, że odwiedzają go kosmici, a on przyjmuje wiedzę i duchowość, którą przynoszą.

## Dyskografia
- Rev (1999, Warner Bros. Records)[15]
- Song Yet to be Sung (2001, Virgin Records)[16]

## Filmografia
| Rok  | Tytuł                                                         | Rola                 | Reżyser                       |
| ---- | ------------------------------------------------------------- | -------------------- | ----------------------------- |
| 2000 | My Generation (film dokumentalny)                             | w roli samego siebie | Thomas Haneke, Barbara Kopple |
| 2004 | Pauly Shore nie żyje (Pauly Shore is Dead, film dokumentalny) | w roli samego siebie | Pauly Shore                   |
| 2010 | Everyday Sunshine: The Story of Fishbone (film dokumentalny)  | w roli samego siebie | Lev Anderson, Chris Metzler   |
| 2012 | Sunset Strip (film dokumentalny)                              | w roli samego siebie | Hans Fjellestad               |